# Puy-Saint-Pierre
Puy-Saint-Pierre là một xã của tỉnh Hautes-Alpes, thuộc vùng Provence-Alpes-Côte d’Azur, đông nam nước Pháp.